# Physiocratie

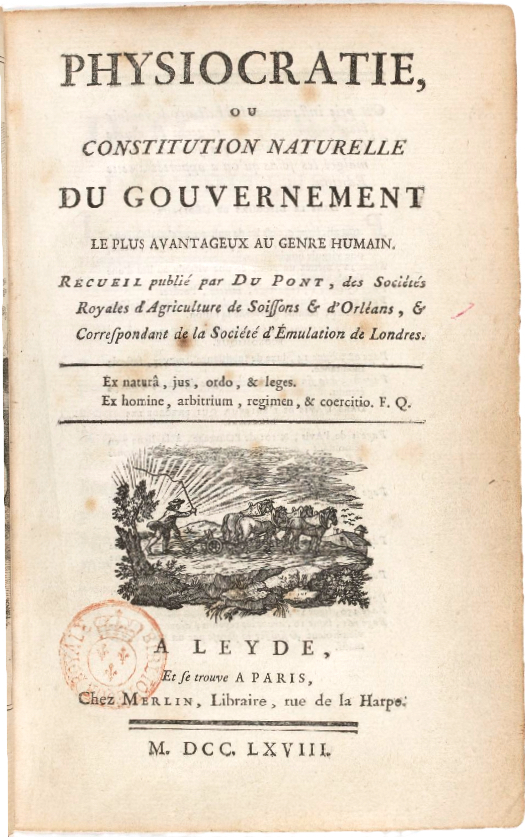
Page de garde de la Physiocratie, ou Constitution naturelle du gouvernement le plus avantageux au genre humain.

La physiocratie est une école de pensée économique dont la thèse centrale est que la valeur provient de l'agriculture, et que cette dernière doit être laissée à elle-même. Précurseur du libéralisme économique, cette école de pensée a fortement influencé l'école classique, et Adam Smith consacre un livre de la Richesse des nations à réfuter la physiocratie.
La physiocratie constitue aussi un important courant de réforme du droit et de la politique au XVIIIe siècle, du fait de ses théories du droit naturel et du despotisme légal. Le mouvement physiocratique connaît son apogée au cours de la seconde moitié du XVIIIe siècle, pour devenir économiquement caduc avec le développement de l'industrie.

## Présentation générale
D'après Jean Touchard, « la doctrine des physiocrates est un mélange de libéralisme économique et de despotisme éclairé, […] la pensée des physiocrates s'ordonne autour de quatre grands thèmes : la nature, la liberté, la terre, le « despotisme légal » […]. L'État doit être gouverné par des propriétaires fonciers ; eux seuls ont une patrie ; patrie et patrimoine sont joints. […] Les physiocrates sont donc hostiles à toute réglementation. Leur formule est « laissez faire, laissez passer » […] Les physiocrates sont partisans de la monarchie absolue ».

## Histoire
L'histoire du mouvement physiocratique se déroule de la fin des années 1750 jusqu'à la Révolution française, l'apogée se situant dans les années 1760 et 1770.

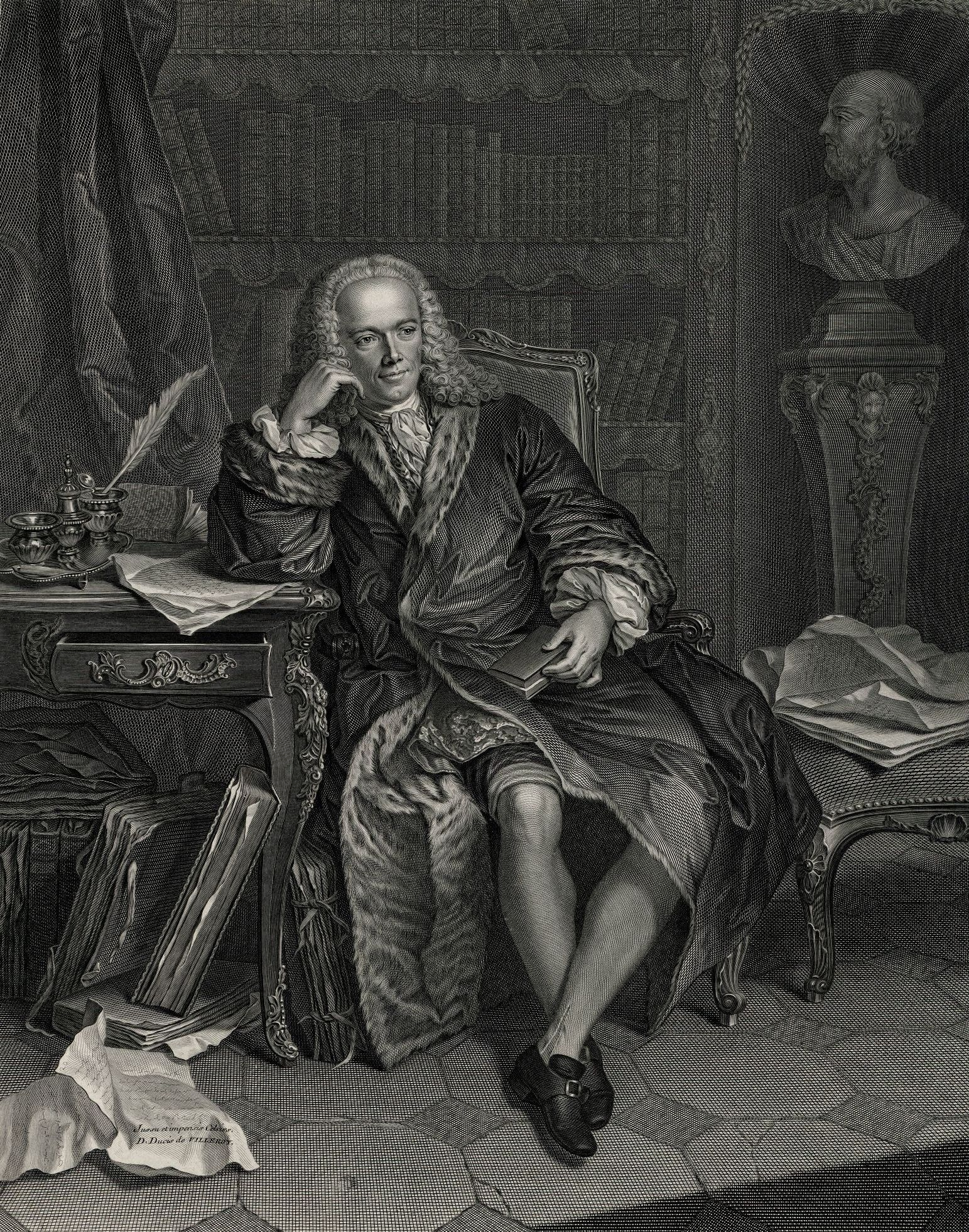
François Quesnay, cofondateur de l’école de pensée physiocratique.

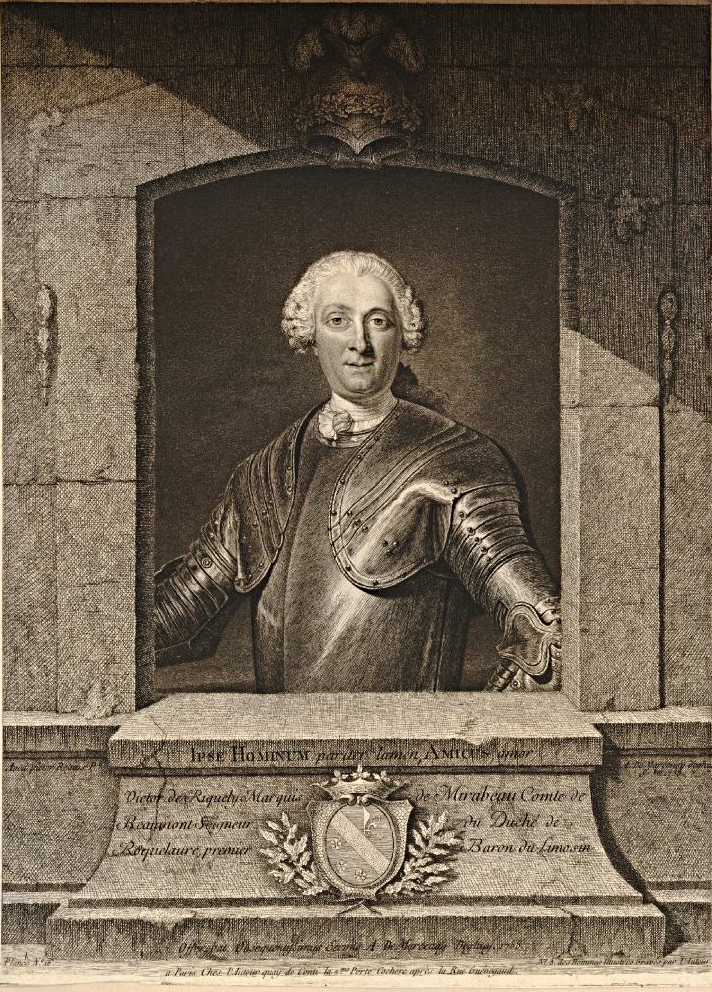
Le marquis de Mirabeau, cofondateur de l’école de pensée physiocratique.

Les fondateurs de cette école sont François Quesnay et le marquis de Mirabeau, qui se rencontrent à Versailles en juillet 1757. Quesnay en devient le chef de file incontesté après la publication du Tableau économique en 1758, par lequel il décrit la circulation des richesses dans l'économie. L'Essai sur la nature du commerce en général de Richard Cantillon est une des principales inspirations du système que les physiocrates ont développé après l'invention du Tableau. Les physiocrates, qui se rattachent plus largement au mouvement philosophique des Lumières et à l’Encyclopédie, furent à l'origine des réformes économiques de Turgot lorsqu'il fut nommé Contrôleur général des finances par Louis XVI. On les appelait essentiellement au XVIIIe siècle « les économistes ». Aujourd'hui, on leur donne généralement le nom de « physiocrates » pour les distinguer des nombreuses écoles de pensée économique qui leur ont succédé.
La « physiocratie » est le « gouvernement par la nature ». Le terme est forgé par Pierre Samuel Du Pont de Nemours en associant deux mots grecs : physis (la nature) et kratos (la force, le gouvernement). Autrement dit, c’est « l’idée que toute richesse vient de la terre, que la seule classe productive est celle des agriculteurs et qu'il existe des lois naturelles fondées sur la liberté et la propriété privée qu'il suffit de respecter pour maintenir un ordre parfait ».

### LeTableau économique

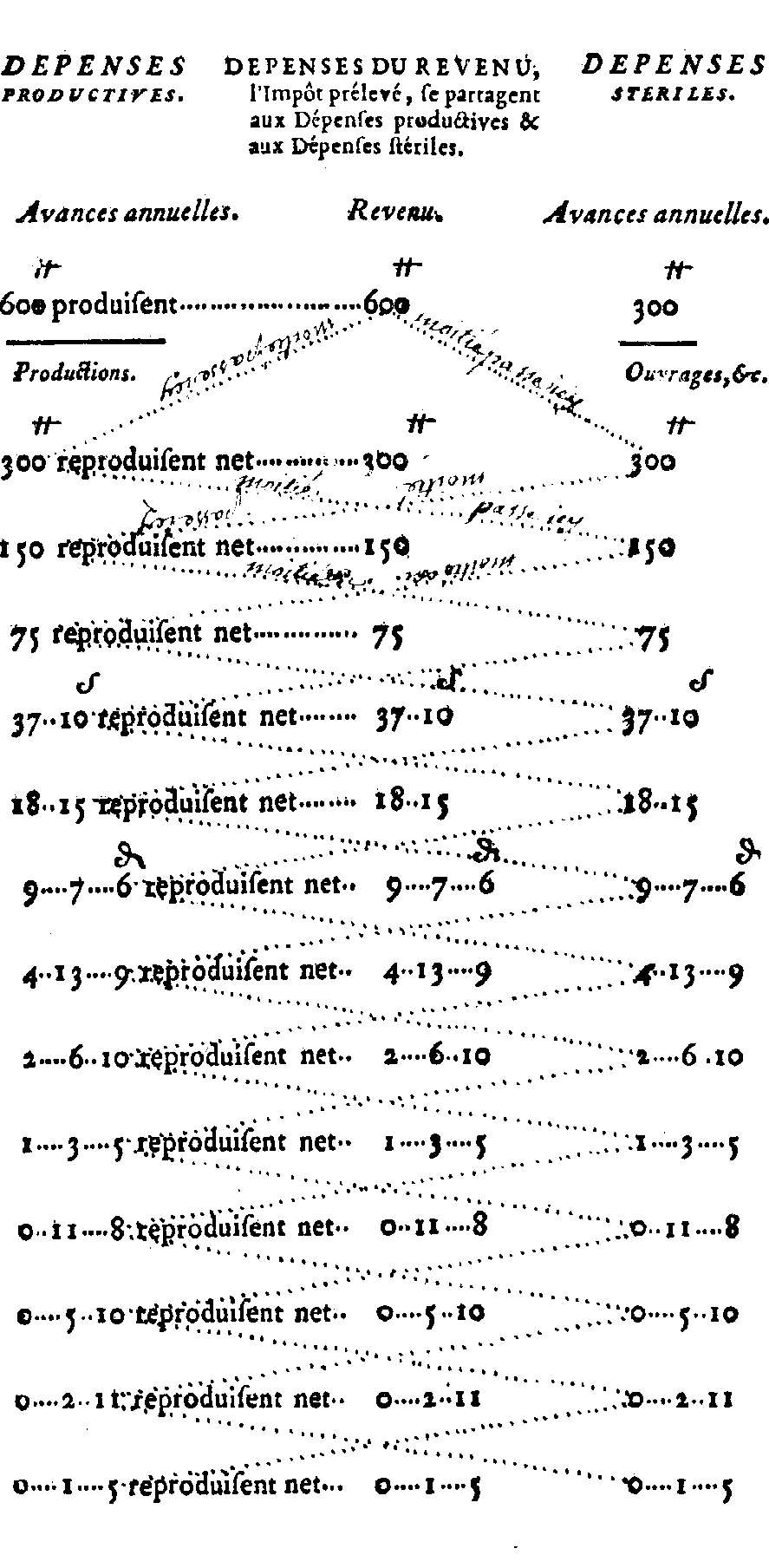
Tableau économique de Quesnay.

Le Tableau économique de Quesnay s'inspire de la théorie des cycles de François Véron Duverger de Forbonnais mais plus particulièrement du « zig-zag », figure élaborée sous la plume de deux penseurs, Vincent de Gournay et Richard Cantillon.
Le Tableau économique représente les trois classes sociales identifiées par les physiocrates : la classe des agriculteurs, seule classe productive, dont le revenu permet de financer la classe industrielle "stérile" et improductive, tout en dégageant un surplus, le "produit net", le revenu des propriétaires fonciers.
Le Tableau économique apparaît comme étant l'un des premiers modèles économiques en ce qu'il représente schématiquement, l'état de l'économie d'une nation agricole du point de vue de la théorie physiocrate.

### LesÉphémérides du citoyen
Après avoir publié leurs écrits dans le Journal de l'agriculture, du commerce et des finances, les physiocrates rejoignent les Éphémérides du citoyen, dirigé par l’abbé Baudeau, nouvellement converti à l'école de Quesnay. Du Pont de Nemours, le marquis de Mirabeau et l'abbé Baudeau en feront le sanctuaire de la pensée économique des physiocrates, ainsi qu'un moyen privilégié de diffusion des principes économiques en France. C'est notamment dans les Éphémérides que seront publiées les Réflexions sur la formation et la distribution des richesses de Turgot.

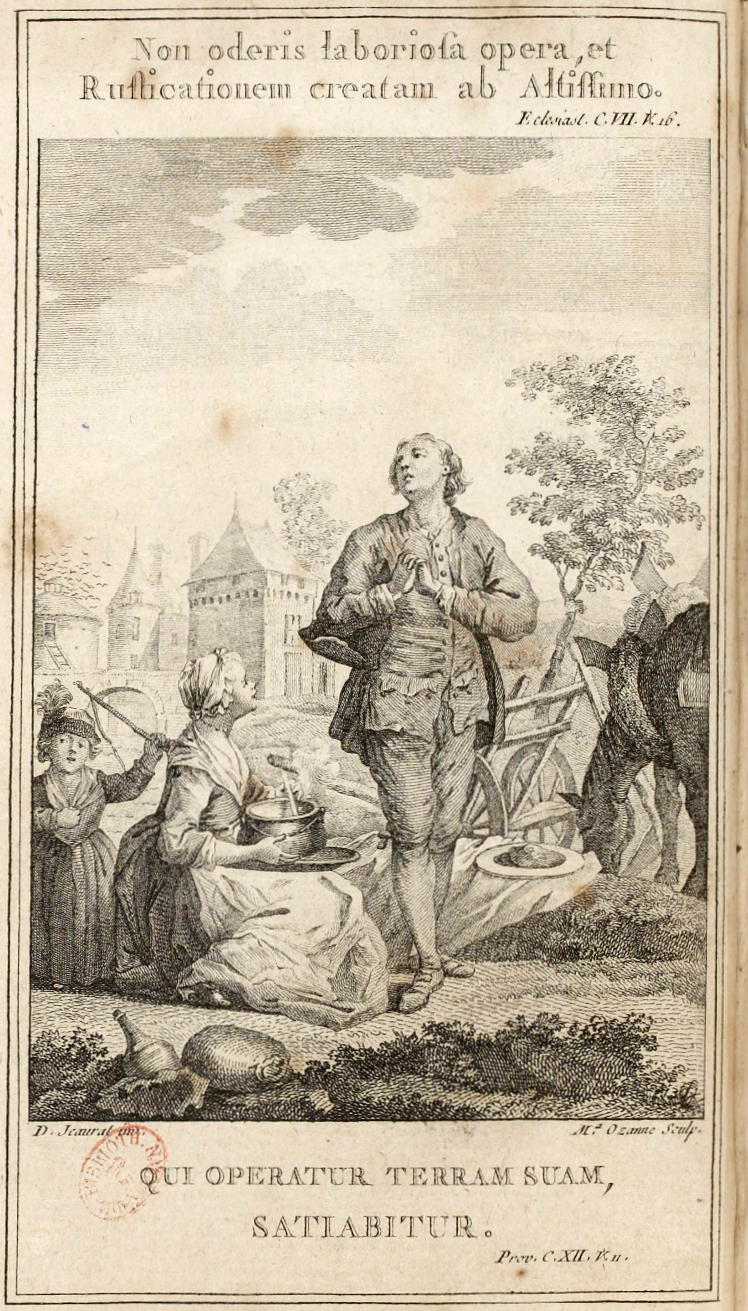
Illustration de Physiocratie avec les inscriptions Non oderis laboriosa opera, et Rusticationem creatam ab Altissimo (Ne hais ni les travaux laborieux ni l’élevage ordonné par le Très Haut) Eclesiast. C. VII. V. 16. et Qui operatur terram sum satiabitur (Qui travaille la terre sera comblé) Prov. C. XII. V. ii.

## Fond théorique

### Origine de la richesse
En opposition aux idées mercantilistes, les physiocrates considèrent que la richesse d'un pays consiste en la richesse de tous ses habitants et non pas seulement en celle de l'État. Cette richesse est formée de tous les biens qui satisfont un besoin et non de métaux précieux qu'il faudrait thésauriser. La richesse doit être produite par le travail.
Pour les physiocrates, la seule activité réellement productive est l'agriculture. La terre multiplie les biens : une graine semée produit plusieurs graines. Finalement, la terre laisse un produit net ou surplus. L'industrie et le commerce sont considérés comme des activités stériles car elles se contentent de transformer les matières premières produites par l'agriculture.

### Classes sociales
La physiocratie distingue trois classes d'agents économiques :
1. La classe des paysans, qui est la seule productive (producteurs terriens) ;
2. La deuxième classe est appelée stérile et est composée des marchands et « industriels » ;
3. La troisième classe est celle des propriétaires.

Cette vision ainsi segmentée de l'économie est naturelle à une époque où l'immense majorité de la population est formée d'agriculteurs qui semblent produire tout juste de quoi assurer leur propre survie. La thèse selon laquelle la terre est la seule source de richesse, qui distingue les physiocrates de leurs contemporains et de leurs successeurs classiques, est néanmoins secondaire par rapport aux autres apports par lesquels les physiocrates se distinguent de leurs prédécesseurs, qui ont été repris par les classiques et qui fondent l'économie moderne.
En effet, Vincent de Gournay et Turgot, souvent assimilés à l'école physiocratique, pensent au contraire que les manufactures et le commerce sont générateurs de richesses : ils rejoignent en cela François Véron Duverger de Forbonnais qui va d'ailleurs s'opposer radicalement à Quesnay à partir de 1767 (cf. la « controverse sur le commerce »). Ils ne doivent donc pas être comptés comme pleinement physiocrates même s'ils ont fait de sensibles emprunts à ces derniers.

### Le droit naturel
Selon les physiocrates, il existe un ordre naturel gouverné par des lois qui lui sont propres, et qui repose sur le droit naturel. Par exemple, chaque homme a droit à ce qu'il acquiert librement par le travail et l'échange. Le rôle des économistes est de révéler ces lois de la nature. Selon Thérence Carvalho, « les physiocrates considèrent que chaque individu est doté de trois droits naturels. Le premier est la propriété. Parmi les penseurs des Lumières, les physiocrates sont ceux qui insistent le plus sur ce droit. Le deuxième est la liberté sous toutes ses formes : la liberté d'expression, la liberté de penser, la liberté économique, la liberté de travail. Enfin, la sûreté signifie que la liberté et la propriété ne vont pas être bafouées par l'État. Il faut que l'individu soit sûr de ses droits ». La liberté, la propriété et la sûreté sont des droits naturels que le souverain doit respecter et protéger en les consacrant dans le droit positif. Le rôle du pouvoir est de garantir l'application du droit naturel. Sur ce point, les physiocrates ont profondément inspiré les rédacteurs de la Déclaration des Droits de l'homme et du citoyen de 1789.

## Thèses

### L'impôt unique
Les physiocrates sont favorables à une réforme complète de la fiscalité. Considérant que l'agriculture est la seule activité qui produit réellement des richesses nouvelles, ils réclament, dans leurs nombreuses publications, l'abolition de tous les impôts existants et à leur remplacement par un impôt unique sur le « produit net » des terres.

### Libéralisme économique (laissez-faire)

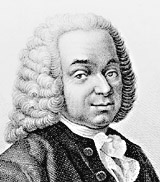
Portrait de François Quesnay (souvent donné, à tort, pour celui de Vincent de Gournay).

Dans la controverse sur le commerce des grains qui marque le milieu du XVIIIe siècle, les physiocrates prennent parti contre les restrictions gouvernementales au commerce des blés (qui sont à l'époque la base de l'alimentation). Plus généralement, ils affirment que la meilleure façon de maximiser la richesse de tous est de laisser chacun agir à sa guise selon ses moyens et mettent ainsi au premier plan la liberté du commerce comme principe de politique économique.
Vincent de Gournay a popularisé la fameuse phrase « Laissez faire les hommes, laissez passer les marchandises », probablement due au marquis d'Argenson, et qui passera à la postérité. Ce programme résumé en une phrase connaîtra un renouveau particulier avec la mise en avant des idées libérales dans le dernier quart du XXe siècle, les partisans du libre-échange reconnaissant les physiocrates comme des précurseurs du libéralisme économique.

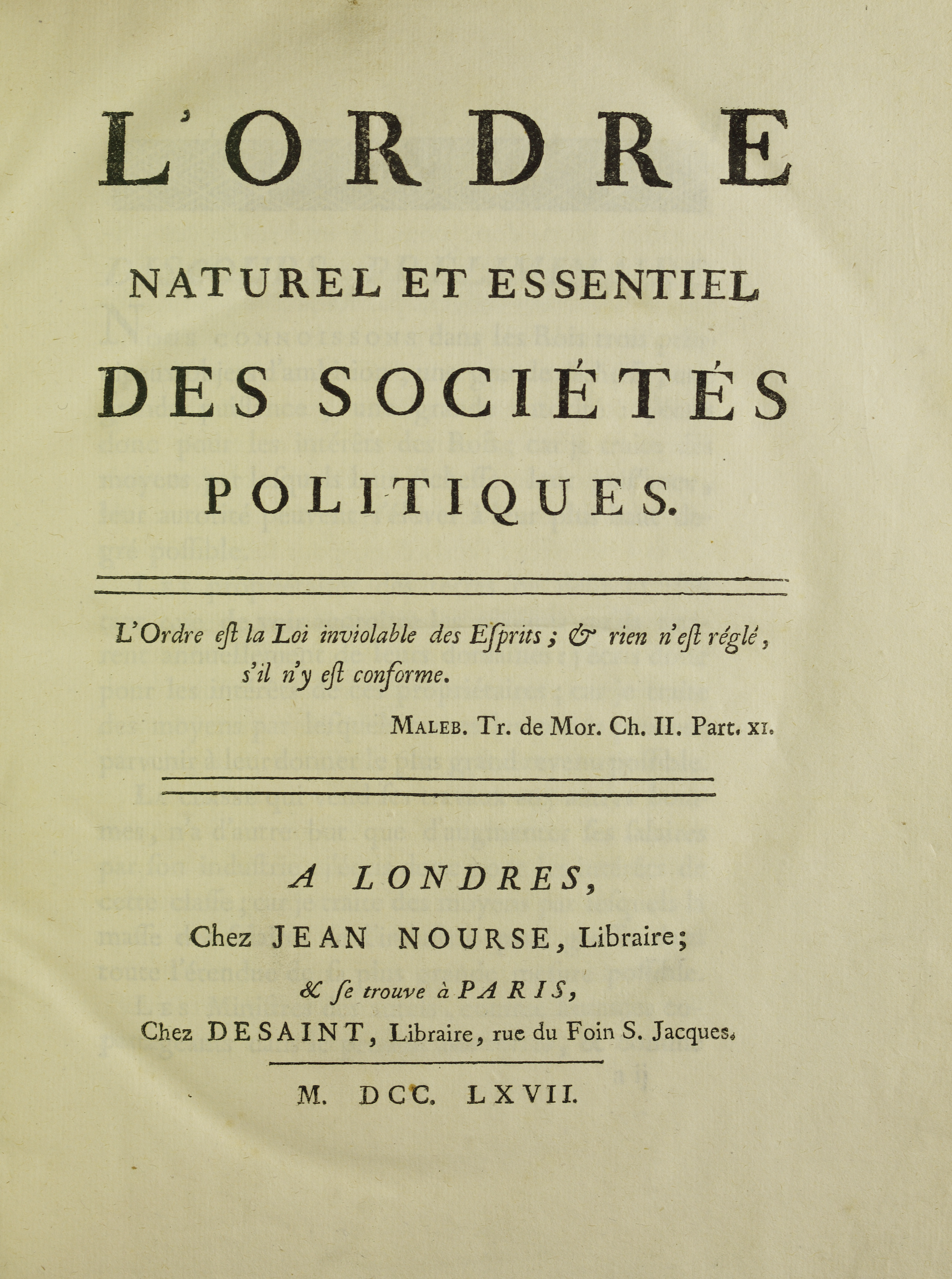
L'Ordre naturel et essentiel des sociétés politiques (1767) de Lemercier de La Rivière, maître-livre du despotisme légal.

### Despotisme légal
Les physiocrates ne remettent pas en question la monarchie, mais veulent que le souverain, loin de se comporter en monarque absolu ou en despote arbitraire, se soumette au droit naturel et le fasse respecter. Or, pour faire respecter les lois naturelles qui s'imposent à tous, le prince doit user de toute son autorité. Cette théorie porte le nom de « despotisme légal », à savoir un monarque qui est entièrement soumis aux lois naturelles supérieures. Développée par Lemercier de La Rivière, dans L'Ordre naturel et essentiel des sociétés politiques, cette conception s'apparente plus au concept libéral d'État minimum qu'à l'acception courante du mot despotisme.

### Décentralisation administrative
Les physiocrates figurent parmi les premiers partisans d'une décentralisation administrative en France. Ils souhaitent confier la gestion des affaires locales à des représentants élus qui agiraient de façon autonome par rapport au pouvoir central. L’État physiocratique est ainsi une alliance entre « autorité et décentralisation », selon la formule d'Anthony Mergey. Leur grand projet politique est de construire un État monarchique doté à la fois d'un souverain fort et d'administrations locales libres d'agir comme elles l'entendent.

### Considérations proches de l'écologie politique
Les physiocrates placent la terre et la nature au centre de leur mode de pensée. Selon Thérence Carvalho, les physiocrates peuvent être vus comme « des précurseurs de l’écologie politique ». En effet, les élèves de Quesnay considèrent que « la consommation ne doit jamais dépasser ce que le « produit net » autorise » et que « la croissance est limitée par le caractère fini des ressources naturelles disponibles chaque année. Cette conception singulièrement originale n’est pas sans rappeler les idées écologiques contemporaines. […] Lorsque la totalité des terres arables est cultivée et qu’un équilibre se créé entre les productions renouvelables de l’agriculture et les rendements de la classe stérile (manufacture, artisanat et commerce), la croissance atteint une valeur maximale. C’est ce que Smith appellera l’état stationnaire, à savoir la situation d’une économie stable et durable. […] Ainsi, la croissance économique n’est qu’un procédé permettant d’arriver à l’état stationnaire et ne doit en aucun cas constituer un but en soi. Cette réflexion particulièrement novatrice pour l’époque rappelle bien sûr le concept de développement durable ou soutenable ». Bien qu’ils soient en faveur d’une augmentation des productions, les physiocrates estiment qu’il faut respecter la nature dont ils font l’éloge et soumettre à ses lois de reproduction. Pour Thérence Carvalho, « les physiocrates ont posé les premières pierres d’un développement harmonieux et durable » mais « la science économique a promptement abandonné tout souhait d’équilibre avec la nature au profit de la productivité et de l’accumulation sans limite des richesses. Par leur théorie du « produit net », leur conception du droit naturel, leurs éloges de la terre nourricière et de la vie paysanne, les physiocrates méritent d’être considérés comme des précurseurs de l’écologie politique ».

## Influence

### La physiocratie en Europe

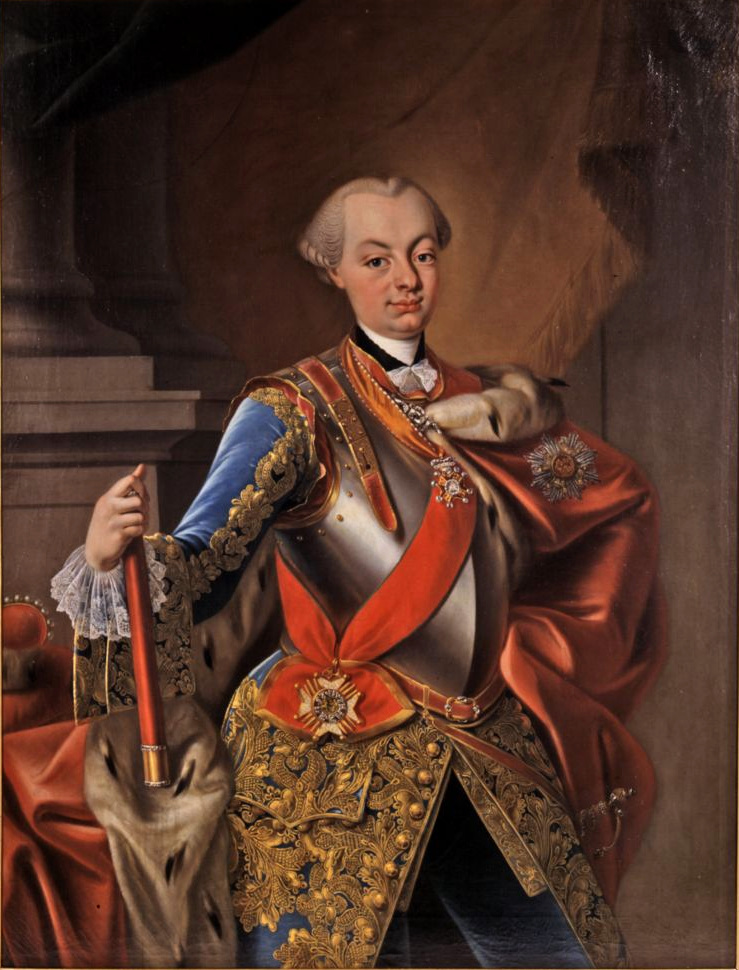
Charles-Frédéric de Bade, un souverain "physiocrate".

Loin de se limiter à la France, l'influence des physiocrates a été très grande dans l'Europe du XVIIIe siècle. Leurs ouvrages ont été lus par de nombreux intellectuels et dirigeants. De même, leurs idées, particulièrement nouvelles pour l'époque, ont fortement inspiré de nombreuses réformes politiques, économiques et juridiques. Le margrave Charles-Frédéric de Bade, le grand-duc Pierre-Léopold de Toscane, futur empereur romain germanique, le roi Gustave III de Suède, le roi Stanislas II de Pologne et même, un temps, la tsarine Catherine II de Russie ont été largement séduits par cette école de pensée.
La réception des idées des physiocrates induit cependant des différences d'interprétation en fonction des pays. D'après Thérence Carvalho, les textes de l’école physiocratique « n’importent pas avec eux les circonstances particulières de leur création et sont alors réinterprétés en fonction du contexte propre à leur réception. Ces acclimatations et appropriations de certains concepts physiocratiques, isolés de leur champ de production originel, peuvent même être mises au service d’objectifs politiques radicalement différents de ceux pour lesquels ils ont vu le jour ».
La physiocratie n'est cependant pas acceptée partout avec enthousiasme. En effet, comme l'explique Thérence Carvalho, « de nombreux pays d’Europe se maintiennent longtemps à l’écart de la physiocratie », comme l’Espagne, le Portugal ou la Grande-Bretagne, « où les gouvernants et intellectuels n’accueillent que tardivement et parcimonieusement ses idées ».

### La physiocratie et la Révolution française
La physiocratie constitua une référence intellectuelle majeure durant la Révolution française. Les propositions de réformes économiques des physiocrates, que Turgot avait tenté en vain d'appliquer lorsqu'il était ministre, sont reprises par l'Assemblée nationale Constituante. Ainsi, le décret d'Allarde des 2 et 17 mars 1791 établit le principe de liberté du commerce et la loi Le Chapelier des 14 et 17 juin 1791 abolit les puissantes corporations d'Ancien Régime.

## Liste des physiocrates et des principales œuvres
- François Quesnay ;
- Victor Riqueti de Mirabeau ;
- Pierre Samuel du Pont de Nemours ;
- Guillaume-François Le Trosne ;
- Pierre-Paul Lemercier de La Rivière de Saint-Médard ;
- Nicolas Baudeau ;
- Pierre-Joseph-André Roubaud ;
- Charles de Butré.

Personnalités associées au mouvement physiocratique :
- Anne Robert Jacques Turgot ;
- Louis Paul Abeille ;
- André Morellet.

Les principaux ouvrages physiocratiques sont les suivants :
- Quesnay, Tableau économique, 1759.
- Lemercier de la Rivière, L'Ordre naturel et essentiel des sociétés politiques, 1767.
- Quesnay, Physiocratie, ou Constitution naturelle du gouvernement le plus avantageux au genre humain (recueil publié par Du Pont), 1767-1768.
- Le Trosne, De l'ordre social, 1777.